# ハリケーン・ウィルマ
ハリケーン・ウィルマ(Wilma)は、2005年の10月にカリブ海地域を襲ったハリケーンである。北大西洋で発生した熱帯低気圧の中では史上最強の勢力となった。

## 概要

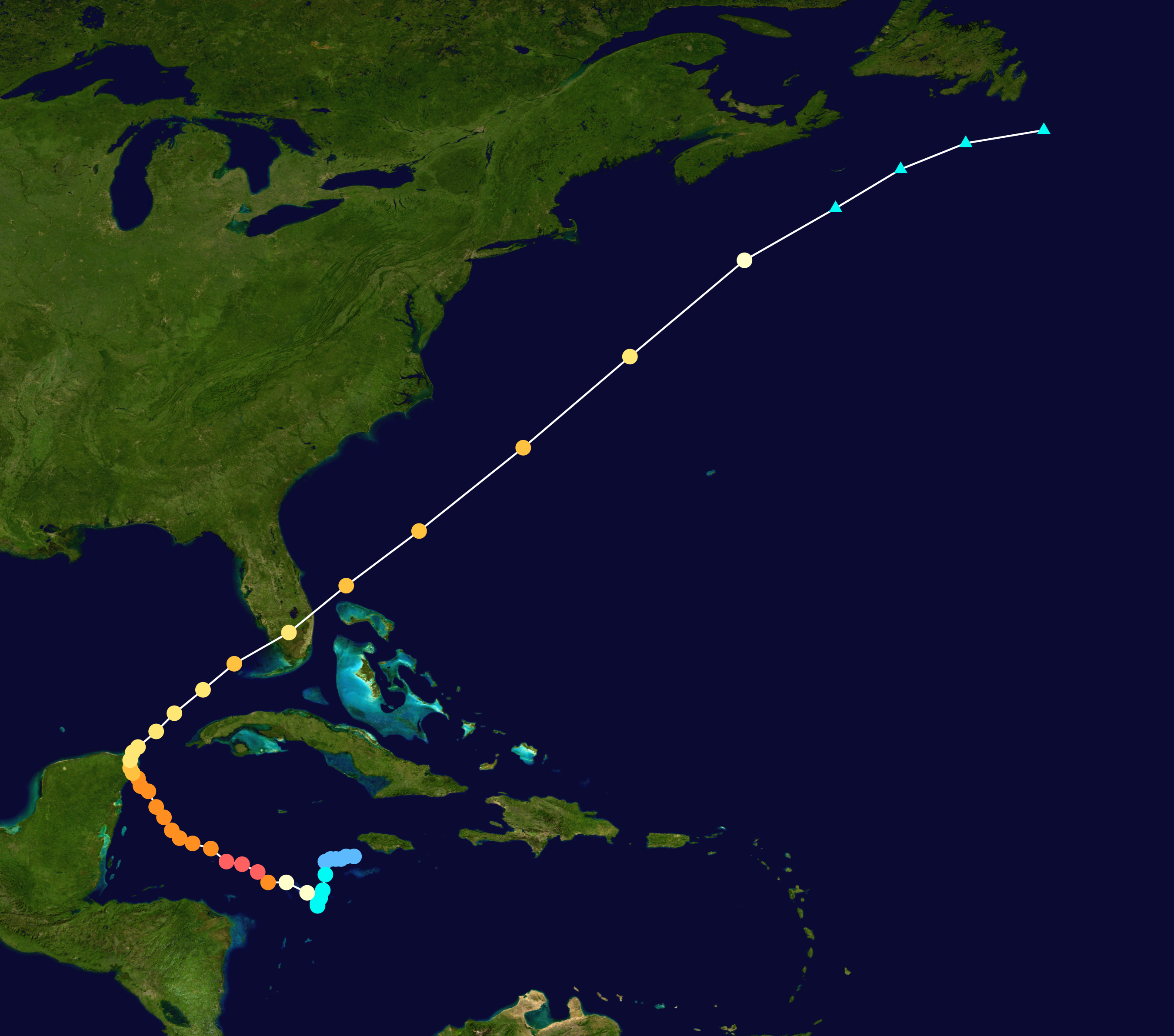
進路図

東部夏時間10月17日午前5時（UTC-4）、カリブ海西部、ジャマイカの西（北緯17度12分 西経79度42分 / 北緯17.2度 西経79.7度）で、24番目の熱帯低気圧が発達し、熱帯性暴風（トロピカルストーム、ほぼ台風規模）となって、ウィルマと名付けられた。北西大西洋海域で2005年度に名付けられた21番目の熱帯性暴風で、これは過去最高に並ぶ数であった。その後、18日東部夏時間午前11時までに、カテゴリー1のハリケーンになり、午後8時までに、カテゴリー2のハリケーンになった。19日午前1時にはカテゴリー4とされ、午前2時30分に、カテゴリー5となった。午前7時と10時の観測で、北西大西洋海域のハリケーンとしては観測史上最低の気圧882hPaを記録した。その後勢力を落とし、午後11時にカテゴリー4となった。21日午前10時頃から午後7時頃までに、ユカタン半島先端近くやや南にあるカリブ海のコスメル島を通過した。午後10時頃、ユカタン半島先端部（カンクン）に上陸した。22日午前4時までにカテゴリー3に、午後1時にはカテゴリー2に勢力を落とし、午後5時にはユカタン沖に進んだ。メキシコ湾を北東に横断しながら再び、勢力を増し、23日午後11時にはカテゴリー3となった。24日午前6時30分に、フロリダ半島に再上陸した。この時点では、風速56m毎秒と気圧952ヘクトパスカルを観測している。上陸した後、次第に勢力を落とし、24日午前9時には、カテゴリー2に勢力を落とした。24日午後1時にフロリダ半島から大西洋に出て、その後また勢力を増した。米国東海岸の沖を北東に進みながら午後2時30分にはカテゴリー3になった。その後、25日になって勢力を落とし始め、午前11時には熱帯性を失い始めて、カテゴリー2相当の勢力になった。午後5時にはカナダノバスコシア州ハリファックスの南南東330kmの大西洋に進み、温帯低気圧となった。
| 順位 | ハリケーン                  | 年     | 中心気圧 (hPa) |
| ---- | --------------------------- | ------ | -------------- |
| 1    | ウィルマ（Wilma）           | 2005年 | 882            |
| 2    | ギルバート（Gilbert）       | 1988年 | 888            |
| 3    | レイバー・デー（Labor Day） | 1935年 | 892            |
| 4    | リタ（Rita）                | 2005年 | 895            |
| 5    | アレン（Allen）             | 1980年 | 899            |
| 6    | カミーユ（Camille）         | 1969年 | 900            |
| 7    | カトリーナ（Katrina）       | 2005年 | 902            |
| 8    | ミッチ（Mitch）             | 1998年 | 905            |
| 8    | ディーン（Dean）            | 2007年 | 905            |
| 10   | マリア（Maria）             | 2017年 | 908            |

## その他
国際名Wilmaは、この年限りで引退となった。代わりにWhitneyという国際名に変更となった。